# Новоберезанское сельское поселение
Новобереза́нское се́льское поселе́ние — муниципальное образование в составе Кореновского района Краснодарского края России.
В рамках административно-территориального устройства Краснодарского края ему соответствует Новоберезанский сельский округ.
Административный центр — посёлок Новоберезанский.

## География
Поселение находится в степной местности, на севере Кореновского района Краснодарского края.

## Население
| 2010  | 2012  | 2013  | 2014  | 2015  | 2016  | 2017  |
| ----- | ----- | ----- | ----- | ----- | ----- | ----- |
| 6506  | ↘6483 | ↘6429 | ↘6311 | ↘6299 | ↘6229 | ↘6168 |
| 2018  | 2019  | 2020  | 2021  | 2023  |       |       |
| ↘6079 | ↘6049 | ↘6024 | ↘5948 | ↘5834 |       |       |

### Национальный состав
На 1 января 2010 года:
- Русские – 95%
- Украинцы – 0,03%
- Армяне – 0,01%
- Белорусы – 0,01%

## Населённые пункты
В состав сельского поселения (сельского округа) входят 8 населённых пунктов:
| № | Населённый пункт | Тип населённого пункта | Население (чел.) |
| - | ---------------- | ---------------------- | ---------------- |
| 1 | Анапский         | хутор                  | ↘648             |
| 2 | Братский         | посёлок                | ↘339             |
| 3 | Комсомольский    | посёлок                | ↘1869            |
| 4 | Новоберезанский  | посёлок                | ↘2532            |
| 5 | Песчаный         | посёлок                | ↘154             |
| 6 | Привольный       | посёлок                | ↘370             |
| 7 | Пролетарский     | посёлок                | ↘265             |
| 8 | Раздольный       | посёлок                | ↘329             |

## История
В марте 1932 года вышло Постановление Совета Народных комиссаров СССР «О реорганизации крупных предприятий сельского хозяйства». В связи с этим, 15 марта 1932 года из Тихорецкого совхоза были организованы зерносовхозы, в том числе и «Березанский», а поселок назван Новоберезанский (с наделом земли в 25 тысяч гектаров). Также в 1932 году был образован Новоберезанский сельский совет, в котором находились: зерносовхоз «Березанский», фельдшерско-акушерский пункт в посёлке Новоберезанском, школа в посёлке Новоберезанском на 120 учащихся (на отделениях было создано по одному начальному классу, численностью 16-18 человек;), отделение связи.
В 1936 году в хозяйстве «Березанское» имелось 40 тракторов, 20 комбайнов, 30 автомашин. Площадь сельскохозяйственных угодий составляла 14000 га, в том числе пашни — 8000 га.
В 1947 году было организовано рознично-торговое предприятие, имевшее 3 торговых точки.
В 1957 году произошло слияние Анапского сельского Совета с Новоберезанским.
В 1961 году зерносовхоз «Березанский» перешёл в ведение «Научно-исследовательского института эфирно-масличных культур» и был переименован в опытно-семеноводческое хозяйство «Березанское».
В 1964 году пять отделений хозяйства были стали посёлками: Братский, Раздольный, Песчаный, Привольный, Пролетарский, и хутор Анапский.
В 1975 году Новоберезанскому сельскому Совету присвоено звание «Совет высокой культуры Земледелия».

### История административного статуса территории
- Распоряжением главы администрации Кореновского района от 26 декабря 1991 года № 32-р ликвидирован исполнительный комитет Новоберезанского сельского Совета народных депутатов. Правопреемником исполнительного комитета является администрация Новоберезанского сельсовета.
- Распоряжением главы администрации Кореновского района от 24 декабря 1993 года № 308/1-р администрация Новоберезанского сельсовета была переименована в Новоберезанскую сельскую администрацию.
- Постановлением главы администрации Кореновского района от 15 июля 1997 года № 529, в соответствии с Уставом Кореновского района утверждено Положение об администрации Новоберезанского сельского округа.
- Согласно Решению 8 сессии Совета депутатов Кореновского района от 27 ноября 2001 года № 72 в соответствии со ст.37 Закона Краснодарского края от 1 ноября 2001 года № 413-КЗ «О внесении изменений и дополнений в Закон Краснодарского края» «О местном самоуправлении в Краснодарском крае», статьей 37 Устава Кореновского района утверждено Положение о Новоберезанском сельском округе.
- Решением 31 сессии Совета депутатов Кореновского района 31 июля 2003 года за № 292 в соответствии со статьей 38 Закона Краснодарского края «О местном самоуправлении в Краснодарском крае» и статьей 33 Устава Кореновского района утверждено Положение об администрации Новоберезанского сельского округа.
- В соответствии с Федеральным законом от 6 октября 2003 года № 131-ФЗ «Об общих принципах организации местного самоуправления в Российской Федерации», Законом Краснодарского края 2 июля 2004 № 743-КЗ «Об установлении границ муниципального образования Кореновский район, наделении его статусом муниципального района, образованием в его составе муниципальных образований — городского и сельских поселений — и установлении их границ», постановлением главы муниципального образования Кореновский район от 31 октября 2005 года № 654 «О ликвидации администраций городского и сельских округов муниципального образования Кореновский район» с 1 января 2006 года ликвидирована администрация Новоберезанского сельского округа.